# اوا نووا
اِوا نووا (ایتالیایی: Eva Nova؛ ۳۱ دسامبر ۱۹۱۶ – ۳۰ نوامبر ۱۹۹۶) بازیگر و خواننده اهل ایتالیا بود.
از فیلم‌ها یا مجموعه‌های تلویزیونی که وی در آن‌ها نقش داشته است، می‌توان به سرنوشت اشاره نمود.